# Ópera de Pekín
La ópera de Pekín (en chino: 京剧 jīngjù o 京戏 jīngxì) es una clase de ópera china que se inició a mediados del siglo XIX y que se hizo extremadamente popular entre la corte de la dinastía Qing. Está considerada como una de las máximas expresiones de la cultura de China. 
El 16 de noviembre de 2010, la Unesco declaró la ópera de Pekín como Patrimonio Cultural Inmaterial de la Humanidad

## Historia
Aunque es muy conocida como ópera de Pekín, sus orígenes se sitúan en las provincias de Anhui y Hubei. Gran parte de los diálogos se realizan en antiguos dialectos procedentes de estas dos regiones. Se cree que la ópera de Pekín nació en el año 1790 con una representación que un grupo teatral ofreció al emperador Qianlong para festejar su octogésimo cumpleaños. Originariamente, la ópera se representaba únicamente en la corte imperial y no se convirtió en un espectáculo público hasta más tarde.

### Origen

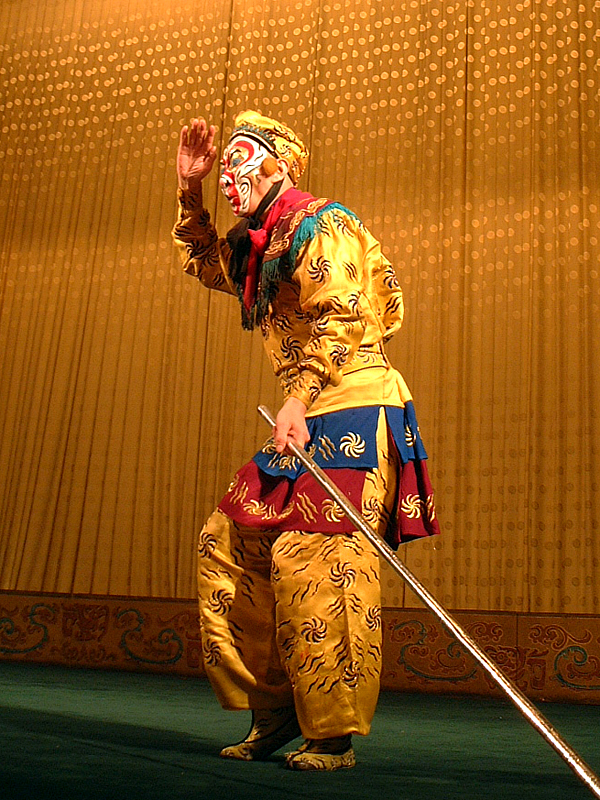
El personaje Sun Wukong en la ópera de Pekín de Viaje al Oeste

La ópera de Pekín nació cuando las 'Cuatro Grandes Compañías de Anhui' llevaron en 1790 a Pekín la ópera Hui, o lo que ahora se llama Huiju, para el octogésimo cumpleaños del emperador Qianlong el 25 de septiembre. Originalmente se escenificó para la corte y sólo se puso a disposición del público posteriormente. En 1828, varias compañías famosas de Hubei llegaron a Pekín y actuaron conjuntamente con compañías de Anhui. La combinación fue formando las melodías de la ópera de Pekín. En general, se considera que la ópera de Pekín estaba completamente formada en 1845. Aunque se llama ópera de Pekín (estilo teatral de Pekín), sus orígenes se encuentran en el sur de Anhui y el este de Hubei, que comparten el mismo dialecto de Xiajiang Mandarin (mandarín del bajo Yangtze). Las dos principales Cuatro grandes melodías características de la ópera de Pekín, Xipi y Erhuang, se derivaron de la ópera Han después de aproximadamente 1750. La melodía de la ópera de Pekín es extremadamente similar a la de la ópera Han, por lo que la ópera Han es ampliamente conocida como la madre de la ópera de Pekín. Xipi significa literalmente 'Espectáculo de marionetas de piel', en referencia al espectáculo de marionetas que se originó en la provincia de Shaanxi. En los espectáculos de marionetas chinas siempre se canta. Gran parte de los diálogos se realizan también en una forma arcaica de chino mandarín, en la que los dialectos mandarín zhongyuan de Henan y Shaanxi son los más cercanos. Esta forma de mandarín se recoge en el libro Zhongyuan Yinyun. También absorbió la música de otras óperas y formas de arte musical locales de la provincia de Zhili. Algunos estudiosos creen que la forma musical Xipi se derivó del histórico Qinqiang, mientras que muchas convenciones de la puesta en escena, elementos de interpretación y principios estéticos se conservaron del Kunqu, la forma que lo precedió como arte de la corte.
Así pues, la ópera de Pekín no es una forma monolítica, sino una coalescencia de muchas formas antiguas. Sin embargo, la nueva forma también crea sus propias innovaciones. Los requisitos vocales para todos los papeles principales se redujeron considerablemente en la ópera de Pekín. El Chou, en particular, rara vez tiene una parte cantada en la ópera de Pekín, a diferencia del papel equivalente en el estilo Kunqu. Las melodías que acompañan a cada obra también se han simplificado, y se tocan con instrumentos tradicionales diferentes a los de las formas anteriores. Tal vez lo más notable sea que se introdujeron verdaderos elementos acrobáticos con la ópera de Pekín. La forma creció en popularidad a lo largo del siglo XIX. Las compañías de Anhui alcanzaron su máxima excelencia a mediados de siglo y fueron invitadas a actuar en la corte del Reino Celestial de Taiping, que se había establecido durante la Rebelión de Taiping. A partir de 1884, la Emperatriz Dowager Cixi se convirtió en mecenas habitual de la ópera de Pekín, consolidando su estatus sobre formas anteriores como Kunqu. La popularidad de la ópera de Pekín se ha atribuido a la simplicidad de la forma, con sólo unas pocas voces y patrones de canto. Esto permitía que cualquiera pudiera cantar las arias por sí mismo.

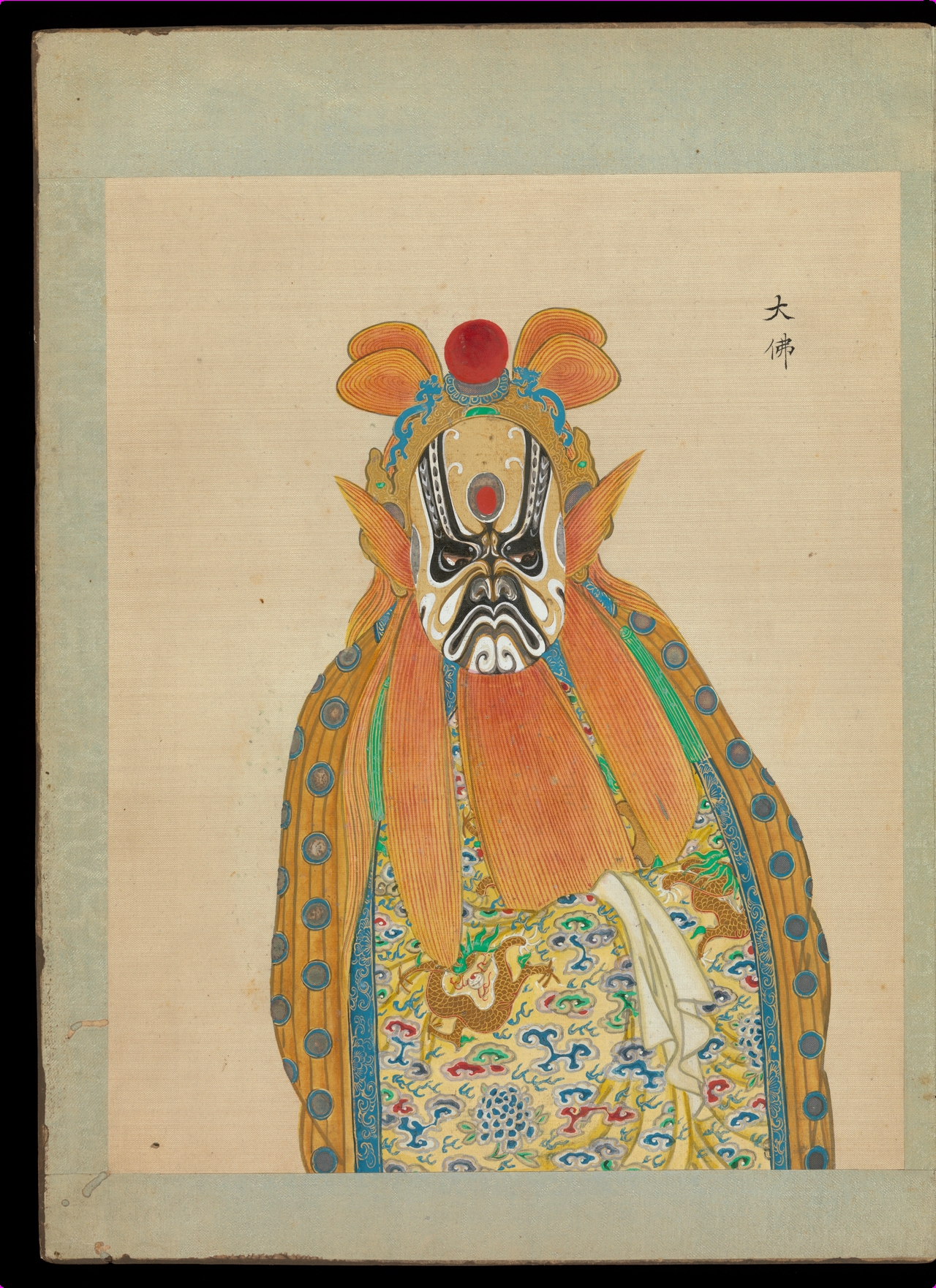
Uno de los cien retratos de personajes de la ópera de Pekín que se encuentran en el Metropolitan Museum of Art.

En la época de su crecimiento, a finales del siglo XIX, los álbumes pasaron a utilizarse para mostrar aspectos de la cultura escénica, como el maquillaje y el vestuario de los intérpretes.
Al principio, la ópera de Pekín era una actividad exclusivamente masculina. Existían prohibiciones para las intérpretes femeninas y grandes limitaciones para el público femenino, por lo que la forma de arte se dirigía principalmente a los gustos de los miembros masculinos del público. Los emperadores de la dinastía Qing prohibieron repetidamente a las intérpretes femeninas, empezando por el emperador Kangxi en 1671. La última prohibición fue la del Emperador Qianlong que prohibió a todas las mujeres intérpretes en Pekín en 1772. La aparición de mujeres en el escenario comenzó extraoficialmente durante la década de 1870. Las artistas femeninas empezaron a suplantar papeles masculinos y declararon la igualdad con los hombres. Su talento tuvo cabida cuando Li Maoer, antiguo intérprete de ópera pequinesa, fundó la primera compañía femenina de ópera pequinesa en Shanghái. En 1894, apareció en Shanghái el primer local comercial que mostraba a las compañías femeninas. Esto animó a que se formaran otras compañías femeninas, que poco a poco fueron ganando en popularidad. Como resultado, la artista teatral Yu Zhenting solicitó el levantamiento de la prohibición tras la fundación de la República de China en 1911. Ésta fue aceptada y la prohibición se levantó en 1912, aunque el Dan masculino siguió siendo popular después de este período.

### Modelo de "ópera revolucionaria" y ópera de Pekín en Taiwán
Tras la Guerra Civil China, la ópera de Pekín se convirtió en un foco de identidad para ambas partes implicadas. Cuando el Partido Comunista de China llegó al poder en la China continental en 1949, el recién formado gobierno pasó a alinear el arte con la ideología comunista, y a "hacer del arte y la literatura un componente de toda la maquinaria revolucionaria". Con este fin, las obras dramáticas sin temas comunistas fueron consideradas subversivas, y finalmente fueron prohibidas durante la Revolución Cultural. (1966-1976).
El uso de la ópera como herramienta para transmitir la ideología comunista alcanzó su punto álgido en la Revolución Cultural, bajo la órbita de Jiang Qing, esposa de Mao Zedong. Las "óperas modelo" fueron consideradas uno de los grandes logros de la Revolución Cultural, y pretendían expresar la opinión de Mao de que "el arte debe servir a los intereses de los obreros, los campesinos y los soldados y debe ajustarse a la ideología proletaria" 
Entre las ocho obras de teatro modelo que finalmente se conservaron durante ese tiempo había cinco óperas pequinesas. Entre estas óperas destacaba La leyenda de la linterna roja, que fue aprobada como concierto con acompañamiento de piano a partir de una sugerencia de Jiang Qing. Las representaciones de obras más allá de las ocho obras modelo sólo se permitían en forma muy modificada. Se cambiaron los finales de muchas obras tradicionales y se eliminaron los asistentes visibles en el escenario de la ópera de Pekín. Tras el final de la Revolución Cultural, a finales de la década de 1970, la ópera de Pekín tradicional comenzó a representarse de nuevo. La ópera de Pekín y otras formas de arte teatral fueron un tema controvertido tanto antes como durante la Duodécima Asamblea Popular Nacional de 1982. Un estudio publicado en el Diario del Pueblo reveló que más del 80% de los dramas musicales que se representaban en el país eran obras tradicionales de la época precomunista, en contraposición a los dramas históricos recién escritos que promovían los valores socialistas. En respuesta, los funcionarios del partido comunista promulgaron reformas para frenar el liberalismo y la influencia extranjera en las obras teatrales.
Tras la retirada de la República de China a Taiwán en 1949, la ópera de Pekín adquirió allí un estatus especial de "simbolismo político", en el que el gobierno del Kuomintang fomentó esta forma artística por encima de otras formas de representación en un intento de reclamar una posición como único representante de la cultura china. Esto ocurrió a menudo a expensas de la ópera taiwanesa. Debido a su condición de forma artística prestigiosa con una larga historia, la ópera de Pekín ha sido, de hecho, más estudiada y ha recibido más apoyo monetario que otras formas de teatro en Taiwán. Sin embargo, también ha habido un movimiento de competencia hacia la defensa de la ópera nativa para diferenciar a Taiwán del continente. En septiembre de 1990, cuando el gobierno del Kuomintang participó por primera vez en un evento cultural patrocinado por el Estado de la China continental, se envió un grupo de ópera taiwanés, posiblemente para enfatizar la "taiwanesidad".

### Opera de Pekín moderna

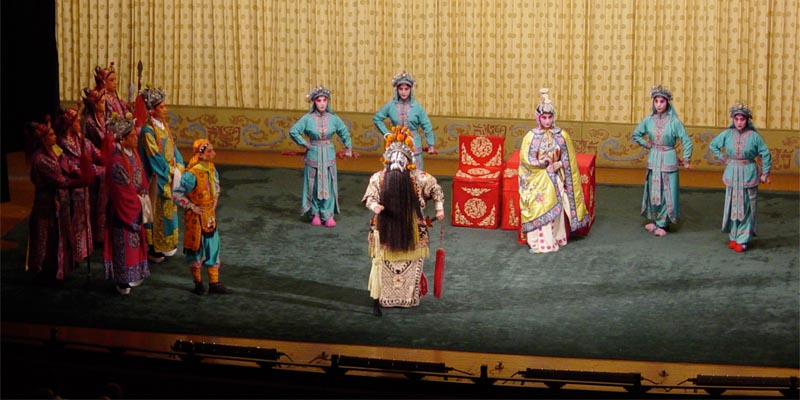
El rey-hegemón se despide de su concubina, una pieza de la ópera clásica de Pekín. La mujer, Consort Yu, amaba profundamente al rey Xiang Yu (centro del escenario), y cuando éste fracasó en una guerra, ella se suicidó por él.

Durante la segunda mitad del siglo XX, la ópera de Pekín experimentó un descenso constante del número de espectadores. Esto se ha atribuido tanto a la disminución de la calidad de las representaciones como a la incapacidad de la forma tradicional de ópera para captar la vida moderna. Además, el lenguaje arcaico de la ópera de Pekín obligaba a las producciones a utilizar subtítulos electrónicos, lo que dificultaba el desarrollo de la forma. La influencia de la cultura occidental también ha hecho que las generaciones más jóvenes se impacienten con el lento ritmo de la ópera de Pekín. En respuesta, la ópera de Pekín comenzó a ver reformas a partir de la década de 1980. Dichas reformas han consistido en la creación de una escuela de teoría de la interpretación para aumentar la calidad del espectáculo, en el empleo de elementos modernos para atraer a nuevos públicos y en la representación de nuevas obras fuera del canon tradicional. Sin embargo, estas reformas se han visto obstaculizadas tanto por la falta de financiación como por un clima político adverso que dificulta la representación de nuevas obras.
Además de las medidas de reforma más formales, las compañías de ópera pequinesas adoptaron durante la década de 1980 otros cambios más extraoficiales. Algunos de los que se han visto en las obras tradicionales se han denominado "la técnica por la técnica". Esto ha incluido el uso de extensas secuencias de tonos altos por parte de las mujeres Dan, y la adición de secciones de movimiento más largas y secuencias de percusión a las obras tradicionales. Estos cambios se han encontrado generalmente con el desprecio de los intérpretes de la ópera pequinesa, que los ven como estratagemas para conseguir un atractivo inmediato para el público. Las obras con secuencias repetitivas también se han acortado para mantener el interés del público. Las nuevas obras han experimentado naturalmente una mayor libertad para experimentar. Se han adoptado técnicas regionales, populares y extranjeras, incluyendo el maquillaje y las barbas de estilo occidental y nuevos diseños de pintura facial para los personajes Jing. El espíritu de reforma continuó durante la década de 1990. Para sobrevivir en un mercado cada vez más abierto, compañías como la Compañía de Ópera de Pekín de Shanghái necesitaban llevar la ópera tradicional de Pekín a nuevos públicos. Para ello, han ofrecido un número cada vez mayor de representaciones gratuitas en espacios públicos.
También ha habido una sensación general de cambio en la atribución creativa de las obras de la ópera pequinesa. Tradicionalmente, el intérprete ha desempeñado un papel importante en el guion y la puesta en escena de las obras de ópera pequinesa. Sin embargo, tal vez siguiendo el ejemplo de Occidente, la ópera de Pekín ha cambiado en las últimas décadas hacia un modelo más centrado en el director y el dramaturgo. Los intérpretes se han esforzado por introducir innovaciones en su trabajo al mismo tiempo que hacían caso a la llamada a la reforma de este nuevo nivel superior de productores de ópera pequinesa.
El canal CCTV-11 de China continental se dedica actualmente a emitir producciones clásicas de ópera china, incluida la ópera de Pekín.

### La ópera de Pekín en el mundo
Además de su presencia en la China continental, la ópera de Pekín se ha extendido a muchos otros lugares. Se puede encontrar en Hong Kong, Taiwán y en comunidades chinas de ultramar en otros lugares.
Mei Lanfang, uno de los intérpretes de Dan más famosos de todos los tiempos, fue también uno de los mayores divulgadores de la ópera de Pekín en el extranjero. Durante la década de 1920, representó la ópera de Pekín en Japón. Esto inspiró una gira por Estados Unidos en febrero de 1930. Aunque algunos, como el actor Otis Skinner, creían que la ópera de Pekín nunca podría tener éxito en Estados Unidos, la favorable acogida de Mei y su compañía en la ciudad de Nueva York desmintió esta idea. Las representaciones tuvieron que ser trasladadas del 49th Street Theater al National Theater, más grande, y la duración de la gira se amplió de dos a cinco semanas. Mei viajó por todo Estados Unidos, recibiendo títulos honoríficos de la Universidad de California y del Pomona College. Siguió esta gira con otra por la Unión Soviética en 1935.
El departamento de teatro de la Universidad de Hawái en Mānoa alberga el idioma inglés Jingju desde hace más de veinticinco años. La escuela ofrece teatro asiático como especialidad y tiene representaciones regulares de Jingju, siendo la más reciente Lady Mu y los generales de la familia Yang en 2014.

## Personajes
La ópera de Pekín tiene cuatro tipos diferentes de personajes, tres masculinos y uno femenino:
- Jing: Personaje masculino dotado de una gran fuerza de voluntad. Se le reconoce con facilidad ya que siempre lleva un maquillaje excesivo.
- Sheng: Personaje masculino que presenta tres variantes diferentes; el Sheng Guerrero, el Sheng joven y el Sheng mayor.
- Ch’ou: Personaje masculino. Es el bufón de la obra.
- Tan: Personaje femenino. Este personaje tiene también distintas variantes: Tan mayor, Tan flor (una joven alegre y un tanto descarada), Tan verde (mujer joven y de gran rectitud) y Tan del caballo y la espada (una mujer que domina tan bien la caligrafía como el arte de la guerra).

Es importante también el color del vestuario que utilizan los actores. Así el color negro representa un carácter atrevido; el blanco sirve para representar a una persona mentirosa; el azul indica a un personaje frío y calculador; y el rojo se utiliza para personajes valientes y leales. Los colores dorados y plateados se utilizan para representar a dioses. 
Los argumentos de la ópera de Pekín son muy variados y van desde las intrigas de la corte hasta hazañas militares. Importa tanto la música como los gestos, las acrobacias y los cantos. Algunas representaciones pueden durar hasta seis horas.

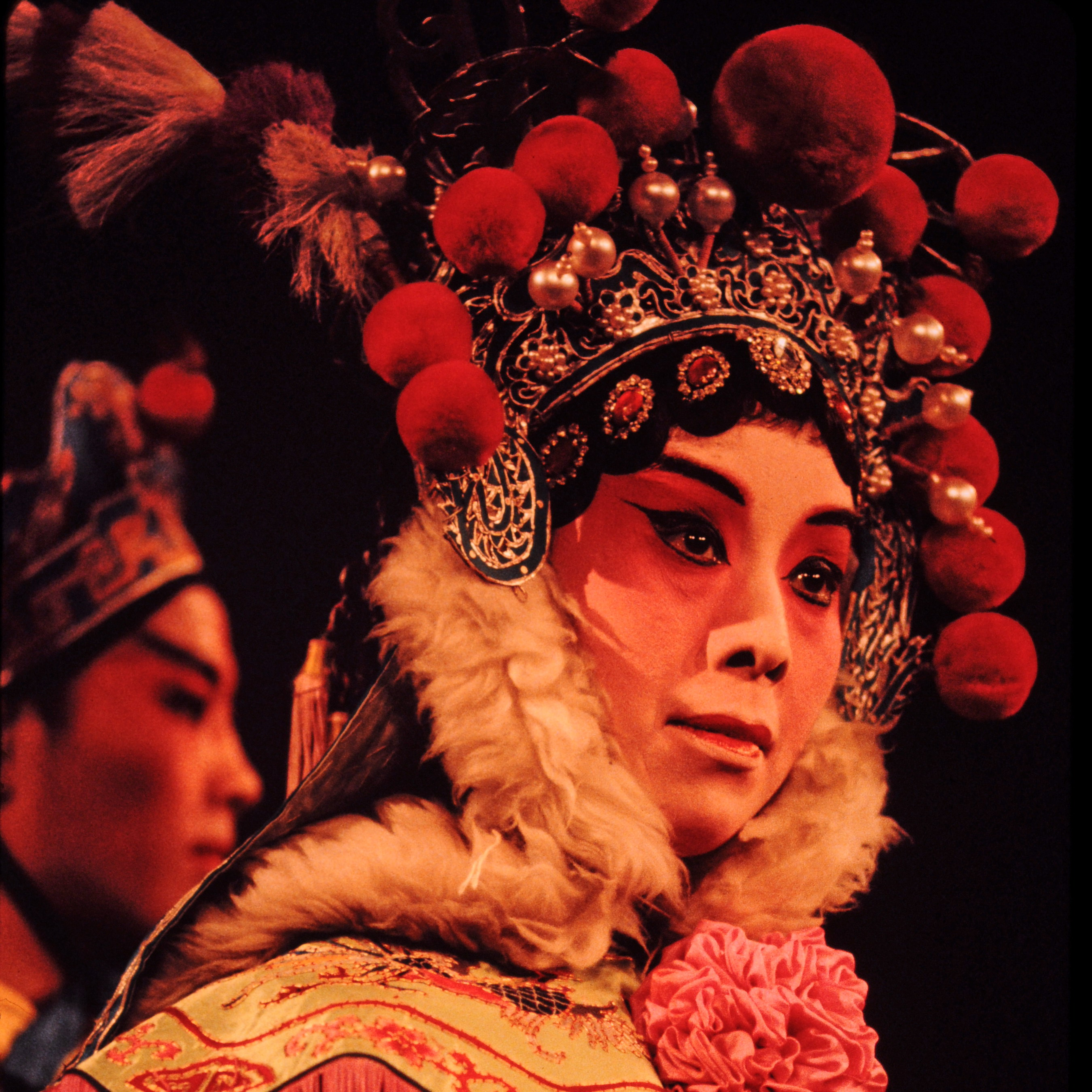
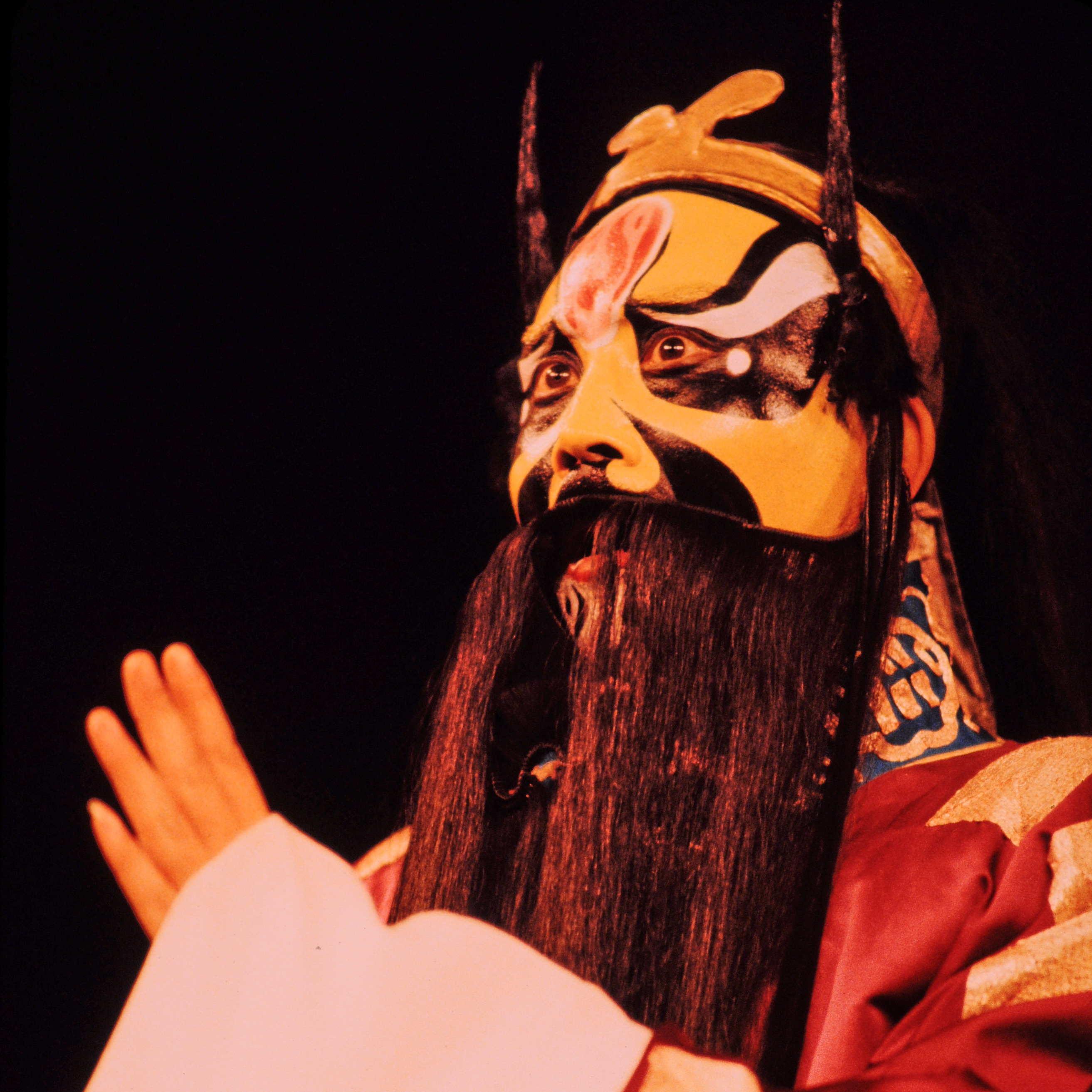
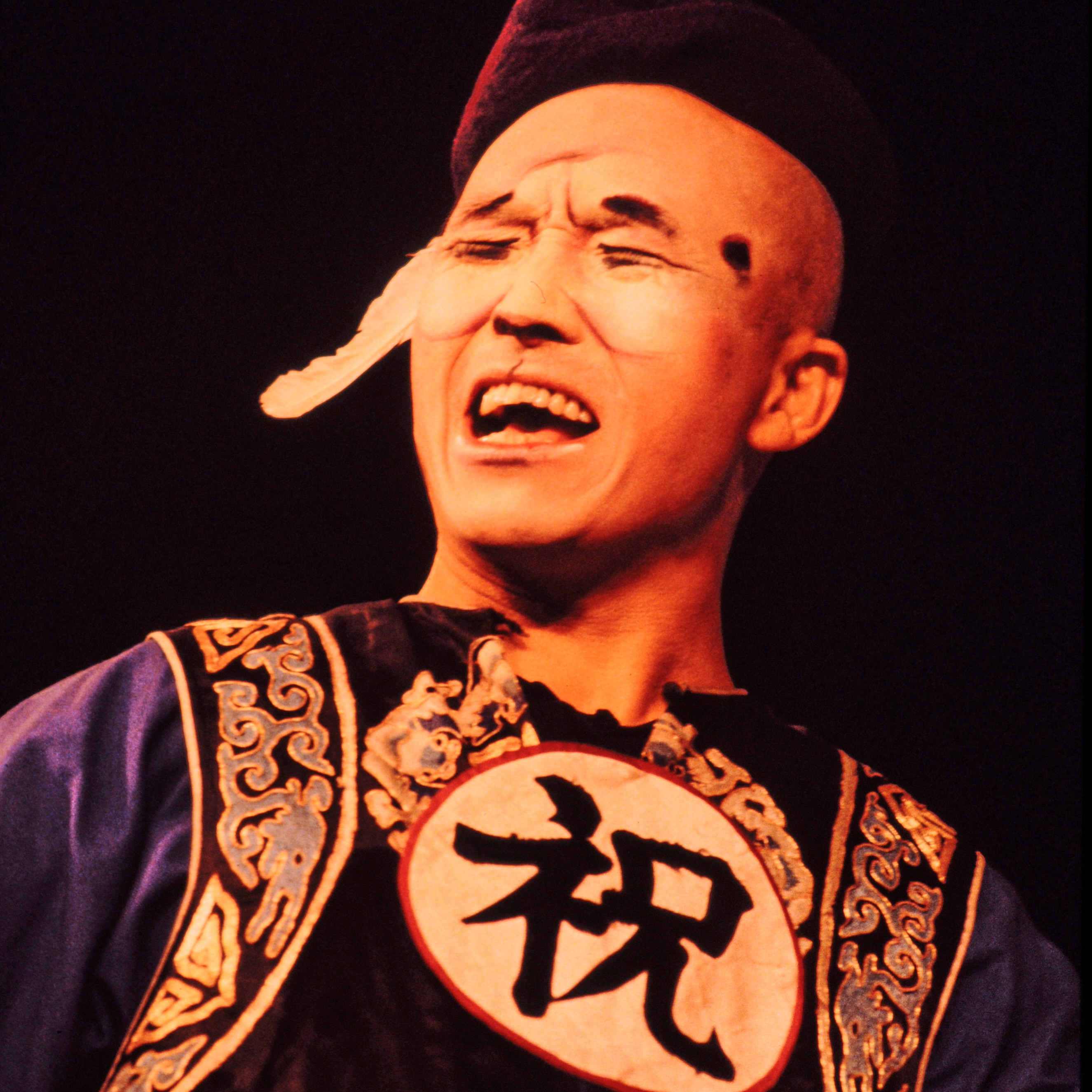
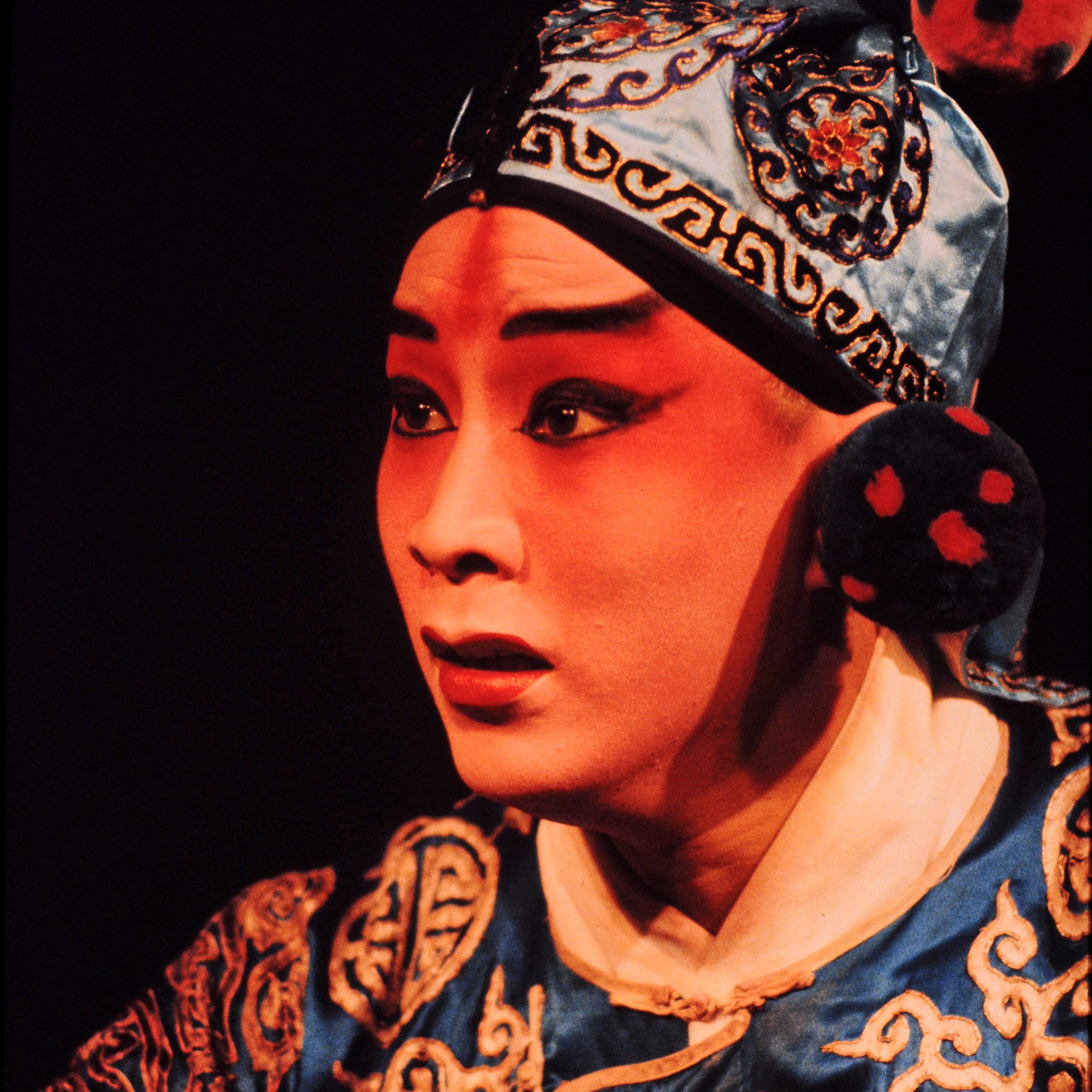